# Го-Хом
Го-Хом (англ. Go Home Lake) — природное озеро рядом с городком залива Джорджиан, в округе Мускока, которое является частью системы реки Маскуаш. Озеро было объявлено рекреационным в конце 1950-х годов. В начале 60-х было завершено строительство двух плотин: земляной плотины на выходе из реки Гоу Хоум и бревенчатой плотины на выходе из реки Маскуаш. Целью плотин было контролировать уровень воды для поддержания его в течение всего сезона, устраняя сезонные колебания. На этом озере популярны развлекательные мероприятия, такие как: рыбалка, гребля на байдарках и каноэ, ныряние со скал, водные лыжи, вейкборд, вейкбординг, тюбинг, а также ежегодная регата.

### Теория о названии
Существует теория, гласящая о том, что озеро было названо в честь бухты Гоу Хоум Бэй, расположенной непосредственно вниз по течению. Рабочие отправляли древесину вниз по реке Маскуаш к пароходам в бухте Го Домой, которые перевозили древесину на различные мельницы вокруг Великих озер, а затем «возвращались домой», отсюда и название.

### Гидрология
Озеро имеет длину около 8 км и от 800 до 1200 м в ширину и глубину около 185 м. Из 1600 озер округа Мускока оно занимает 14-е место по величине. Озеро Го-Хом значительно более сложное и скалистое, чем другие озера Мускоки. В самой северной точке озера протекает река Маскуаш.

### Удобства
На озере расположено около 430 коттеджей, большинство из которых имеют доступ к воде. Ближайшая пристань для яхт — это пристань Малой бухты, построенная на месте, которое в 1950-х годах называлось «Гавань Поттерс». Следующая пристань — Марина озера Го-Хом, на которой помимо стандартных функций пристани, таких как докование и парковка, имеется заправка для судн.

## Флора и фауна
Животный и природный мир вокруг озера Го-Хом очень богат. За жизнью озера ведётся пристальное наблюдение и уже 20 лет берутся пробы воды для тестирования.

### Животные
| Название                      | Изображение |
| ----------------------------- | ----------- |
| Белохвостый олень             |             |
| Лось                          |             |
| Барибал                       |             |
| Цепочный карликовый гремучник |             |

### Птицы
| Название       | Изображение |
| -------------- | ----------- |
| Кряква         |             |
| Гагары         |             |
| Канадский гусь |             |
| Индейка        |             |

### Рыбы
Озеро обладает большими рыбными ресурсами.
Краткий перечень местных рыб и лучшего времени для их ловли:
| Рыба                | Рекомендуемое время ловли |
| ------------------- | ------------------------- |
| Щука обыкновенная   | 16 мая — 30 декабря       |
| Светлопёрый судак   | 16 мая — 30 декабря       |
| Большеротый окунь   | 25 июня — 30 ноября       |
| Малоротый окунь     | 25 июня — 30 ноября       |
| Жёлтый окунь        | Круглый год               |
| Канальный сомик     | Круглый год               |
| Также               |                           |
| Пресноводная медуза | Круглый год               |

## Климат
В окрестностях озера преобладают смешанные леса. Регион находится в субарктической климатической зоне, из-за чего среднегодовая температура в регионе — −5 °C. Самым теплым месяцем является июль, когда средняя температура составляет 20 °C, а самым холодным — январь с температурой −14 °C Среднегодовая норма осадков — 1178 миллиметров. Самым дождливым месяцем является октябрь, в среднем 144 мм осадков, а самым сухим — февраль, 48 мм осадков.
| Климатограмма озера Го-Хом                           | Климатограмма озера Го-Хом | Климатограмма озера Го-Хом | Климатограмма озера Го-Хом | Климатограмма озера Го-Хом | Климатограмма озера Го-Хом | Климатограмма озера Го-Хом | Климатограмма озера Го-Хом | Климатограмма озера Го-Хом | Климатограмма озера Го-Хом | Климатограмма озера Го-Хом | Климатограмма озера Го-Хом |
| ---------------------------------------------------- | -------------------------- | -------------------------- | -------------------------- | -------------------------- | -------------------------- | -------------------------- | -------------------------- | -------------------------- | -------------------------- | -------------------------- | -------------------------- |
| Я                                                    | Ф                          | М                          | А                          | М                          | И                          | И                          | А                          | С                          | О                          | Н                          | Д                          |
| 85 −12 −15                                           | 73 −8 −16                  | 48 −3 −9                   | 107 9 1                    | 84 17 6                    | 114 24 12                  | 89 23 16                   | 113 23 14                  | 137 19 12                  | 144 10 4                   | 86 3 −2                    | 97 −7 −9                   |
| Температура в °C • Сумма осадков в мм Источник: НАСА |                            |                            |                            |                            |                            |                            |                            |                            |                            |                            |                            |